# Psammathodoxa cochlidioides
Psammathodoxa cochlidioides är en fjärilsart som beskrevs av Dyar 1921. Psammathodoxa cochlidioides ingår i släktet Psammathodoxa och familjen nattflyn. Inga underarter finns listade i Catalogue of Life.